# Sepioloidea
Sepioloidea je rod sip, v katerem sta dve vrsti.

## Vrste
- Rod Sepioloidea
  - Sepioloidea lineolata
  - Sepioloidea pacifica